# Bar (kafana)
Bar je zabavna zanatska radnja (ili njegov deo) koji koristi pre svega pult za serviranje odnosno bar sa mogućnošću stajanja ili sedenja za njim u najmanje dve visoke barske stolice. 